# Station Châteauneuf-sur-Cher
Station Châteauneuf-sur-Cher is een spoorwegstation in de Franse gemeente Châteauneuf-sur-Cher.